# عبد الصمد قيوح
عبد الصمد قيوح (بالفرنسية: Abdessamad Kayouh)‏ ولد 11 أبريل 1966 في أولاد تايمة بإقليم تارودانت، وهو رجل أعمال وسياسي مغربي ينتمي لحزب الاستقلال.

## السيرة الذاتية

### الدراسة
حاز عبد الصمد قيوح على دبلوم في التجارة الدولية كما قضى فترة تكوين معمق بجنوب أفريقيا حول طرق التدبير الفلاحي.

### الحياة المهنية
وقد عمل بالقطاع الخاص إذ شغل منذ 1992 منصب مدير عام لشركة فلاحية خاصة تعمل في مجال إنتاج الحوامض وعنب المائدة وتصدر منتوجاتها إلى دول الخارج.

### الحياة السياسية
التحق عبد الصمد قيوح بالعمل السياسي ابتداءا من سنة 1997 حيث تم انتخابه برلمانيا لأربع ولايات (1997، 2002، 2007 و2011).
كما كان قد انتخب رئيسا للمجلس الإقليمي لتارودانت لفترتين ما بين 2003 إلى غاية 2009، وهو أيضا نائب لرئيس مجلس جهة سوس ماسة درعة ونائب لرئيس بلدية أولاد تايمة.
ويملك عضوية في كل من المجلس الإداري للوكالة الحضرية لجهة سوس ماسة درعة والمجلس الإداري لوكالة الحوض المائي لنفس الجهة وكذا عضو بالمجلس الإداري للأكاديمية الجهوية للتعليم، والمجلس الإداري لمكتب الاستثمار الفلاحي بالجهة ومكتب الاستثمار الفلاحي لورزازات درعة زيز.
وفي عام 2009 انتخب عضوا باللجنة التنفيذية لحزب الاستقلال، وهو منسق الحزب بجهة سوس ماسة درعة ومكلف بالملف الفلاحي بالحزب.
وفي 3 يناير 2012 تم تعيينه وزيرا للصناعة التقليدية في حكومة بنكيران خلفا لياسر الزناكي وهو منصب تقلده حتى استقالته في 9 يوليو 2013 استجابة للمجلس الوطني لحزب الاستقلال.
في 24 أكتوبر 2024 تم تعيينه وزيرا للنقل واللوجستيك في حكومة أخنوش بعد التعديل الحكومي.